# オプス・セクティレ
- オプス・セクティーレ
- オプス・セクティル

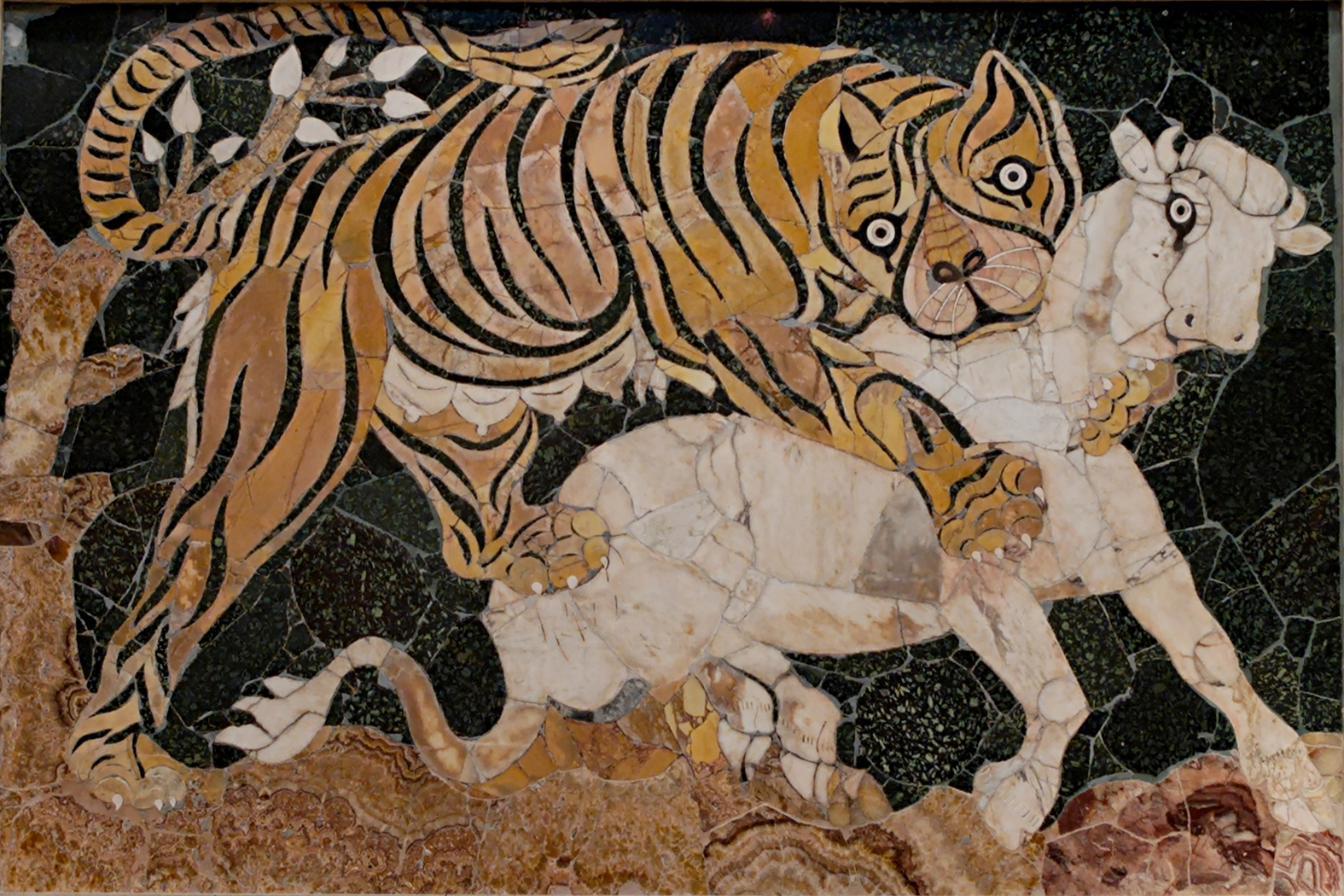
仔牛を襲う虎。大理石のオプス・セクティレ(325年 - 350年、ローマ・エスクイリーノ・ユニウス・バッススのバジリカ

オプス・セクティレ（Opus sectile）とは、大理石や真珠層、ガラスなどの材料を切って、壁や床にはめ込み、絵や模様を作る美術技法のことで、古代ローマ・中世ローマで流行した。切り分けられた材料は磨かれたうえ、決められた形に整形される。均一なピースを並べるオプス・テッセラトゥム（ギリシャ・ローマのモザイク技法）と違って、オプス・セクティレのピースは大きく、図案のパーツの輪郭に沿うよう切断・整形される。

## ギャラリー

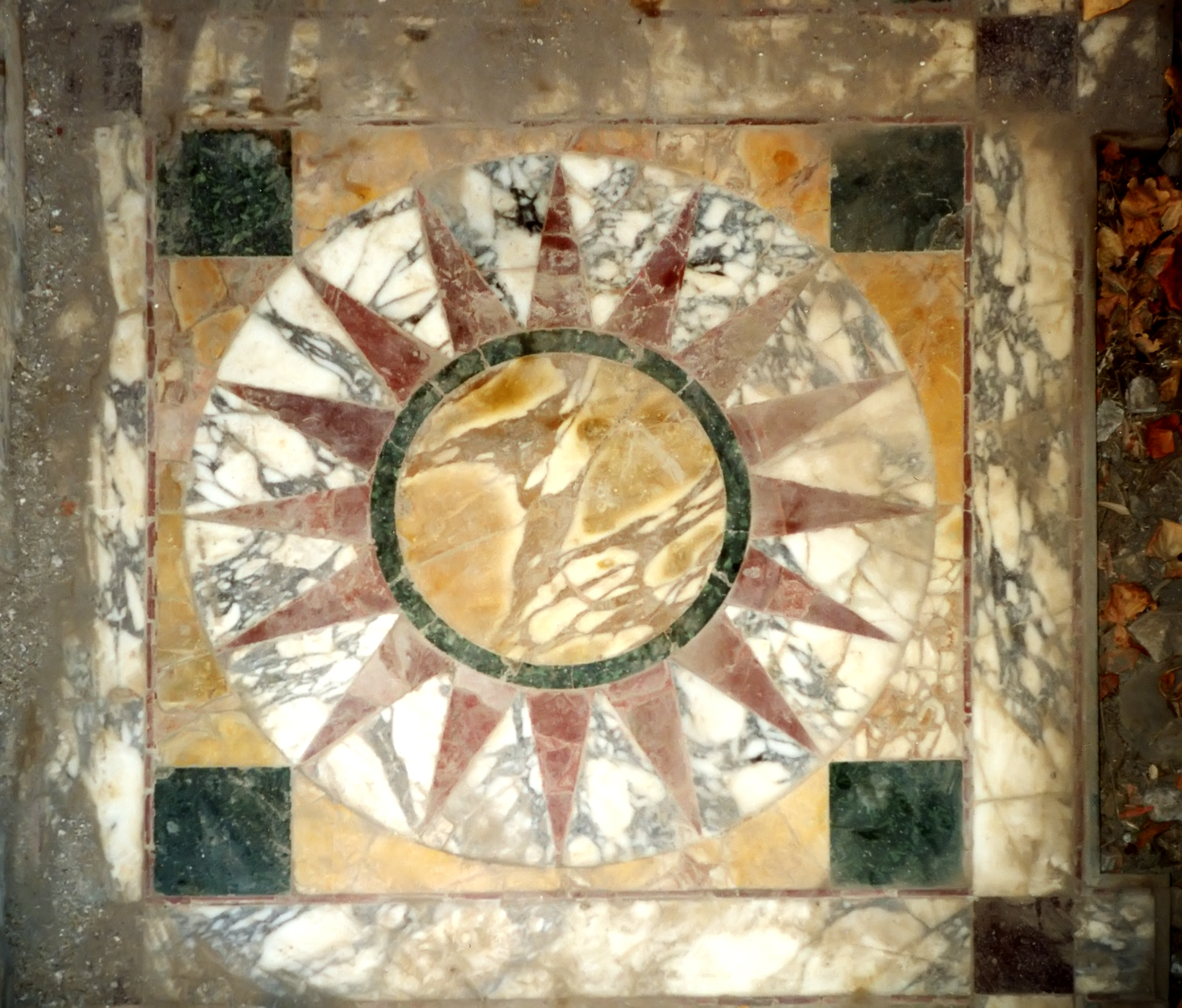
大理石の床の象嵌(2世紀初期、ヴィッラ・アドリアーナ)
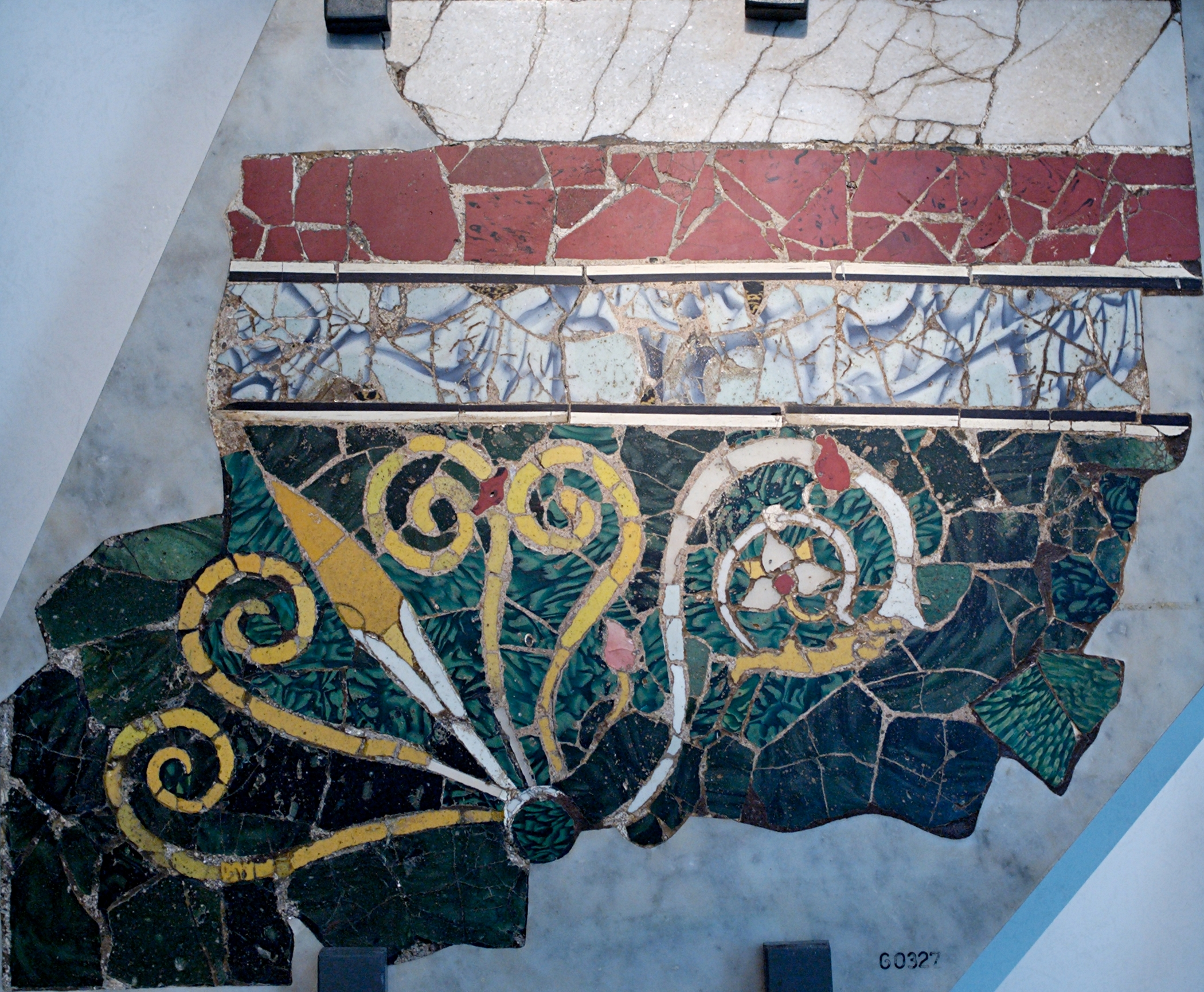
植物文様(2世紀、アックアトラヴェルサの（おそらく）ルキウス・ウェルス邸、ローマ国立博物館マッシモ宮展示
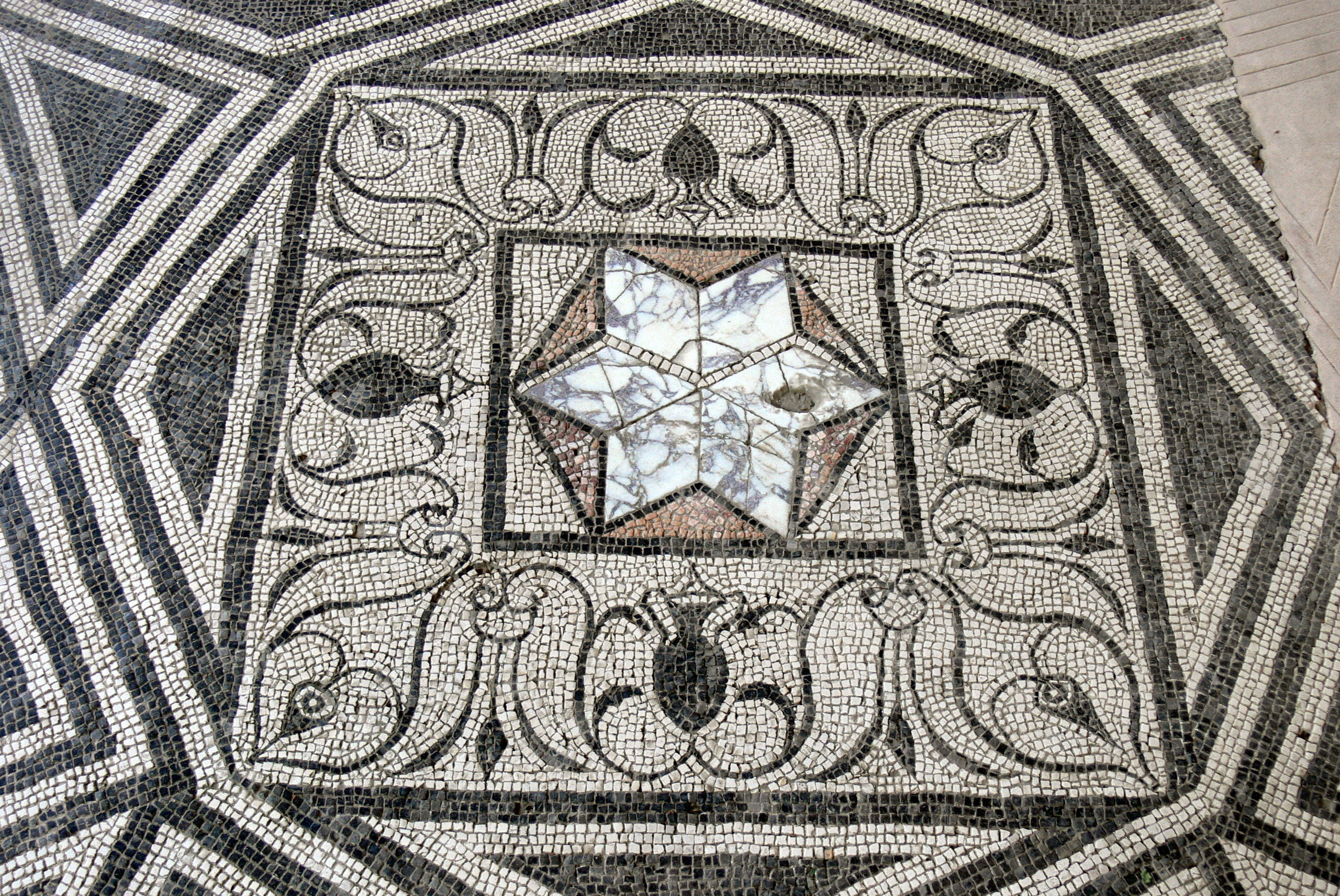
タイル貼りされた舗道の中に組み込まれた古代ローマの星型のオプス・セクティレ(アクイレイア考古学博物館)
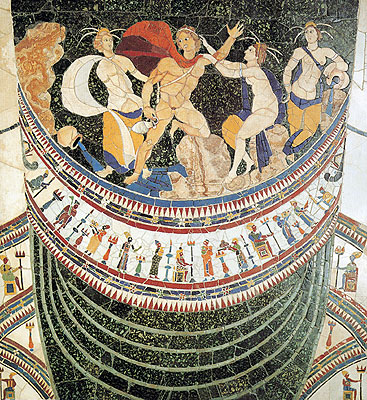
ユニウス・バッススのバジリカ

## ヘロデ神殿のオプス・セクティレ
テンプル・マウント・シフティング・プロジェクトの最近の成果として、紀元前1世紀後半から1世紀前半にかけて建立されたエルサレムのヘロデ神殿の神殿の丘から、幾何学模様のオプス・セクティレで作られた床を再現するに足る、かなりの数のタイルを回収した。

## 関連書籍
- Avraham, A.: 'Addressing the Issue of Temple Mount Pavements During the Herodian Period'. New Studies on Jerusalem, Vol 13, Ramat-Gan, Israel. 2007.
- De Fazio, A & Schöps, A.: Un lacerto in 'opus sectile' dalla 'domus' di via D'Azeglio a Ravenna: proposte di restauro e conservazione. Ravenna: Longo, 1995.
- Snyder, F. & Avraham. A.: The Opus Sectile Floor in Caldarium of the Palatial Fortress at Cypros. In: Hasmonean and Herodian Palaces at Jericho, Volume V. The Hebrew University of Jerusalem, pp 175–202. 2013.
- The Stations of the Cross according to St. Alphonsus; reproduced from the original “opus sectile” panels in the Church of St Mary's, Lowe House, St Helens, Lancs. London: Burns Oates, 1934.